# 보헤미아인

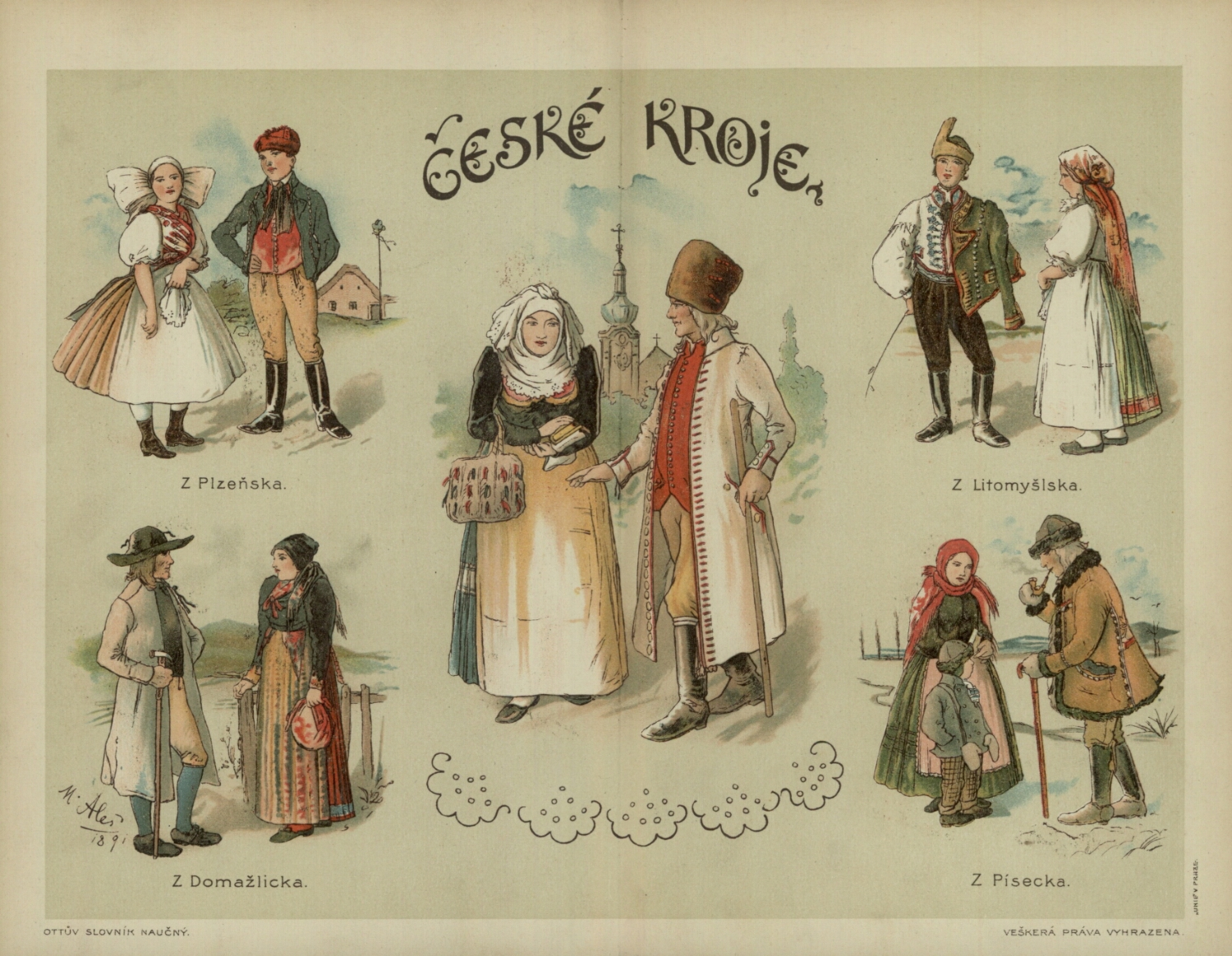
보헤미아인의 전통 의상

보헤미아인(Bohemian)은 체코공화국의 한 지역인 보헤미아 또는 과거 보헤미아 왕국의 거주자이다. 후자의 의미의 경우 옛 체코슬로바키아 보헤미아 지방에 살았던 사람들로 유랑생활을 하였다. 흔히 집시라고도 하는데, 19세기 후반에는 사회의 관습에 구애받지 않고 자유분방한 생활을 하는 예술가, 문학가, 배우, 지식인, 방랑자 등을 뜻하는 말이 되었다.